# Antonet
Luigi Umberto Guillaume, más conocido por el nombre artístico Antonet (Brescia, 11 de septiembre de 1872-París, 20 de diciembre de 1935) fue un payaso y artista circense italiano, aunque desarrolló la mayor parte de su labor artística en Francia. Está considerado el mejor payaso de la historia del circo contemporáneo y el prototipo del carablanca.

## Trayectoria
Hijo de Natale Guillaume y Fillippina Amato, pertenecía a una familia de artistas de circo de origen francés, establecida en Italia. Con su hermano Cesare, también payaso, fue con quien formó su primera pareja artística. Debutó a los seis años en Turín montando a caballo y, por un tiempo, actuó como acróbata: en Barcelona saltó sobre cuarenta soldados con las bayonetas caladas, así como sobre seis elefantes y doce caballos. Quiso ser torero y realizó algunas apariciones en un ruedo del sur de Francia. 
Finalmente, se dedicó a ser payaso, al principio en el papel de augusto, junto a su hermano en 1892 en el Cirque d'Été, después con Arturo Aragón (Tonino) y Antonio Jarque (Tonitoff). Más adelante, en 1904, empezó a actuar como carablanca, rol con el que logró perfilar su personalidad artística, vistiendo ropas elegantes y maquillándose la cara de blanco, con un punto rojo en la punta de la nariz, un lunar en la barbilla, una gran ceja pintada sobre el ojo izquierdo y un pronunciado tupé, destacando por su elegancia casi aristocrática.
Como carablanca, formó pareja con el augusto belga Little Walter. Conoció a Grock en Buenos Aires y en 1907 formaron uno de los dúos más admirados del mundo del circo, actuaron entre otros en el Circo Ecuestre Alegría e hicieron una gira por varias ciudades españolas. Luego, entre 1919 y 1935, trabajó con Béby Frediani, con quien cambió el clásico papel de listo-tonto, por un carablanca con Antonet haciendo de ingenuo y un augusto con Béby de malicioso, convirtiéndose en una de las mejores pareja de payasos que ha existido.
Falleció en París, pero por deseo expreso suyo fue enterrado en el cementerio de Pueblo Nuevo, en Barcelona.

## Reconocimientos
Su sobrino, igualmente payaso, trabajó también como Antonet. El dúo de payasos españoles hermanos Tonetti reciben su nombre en homenaje a Antonet.
En 1928, Jean Dufy pintó la obra Le clown Antonet et l'auguste Béby.
En 1999 fue admitido en el International Clown Hall of Fame. En 2009, la compañía española de Marionetas Herta Frankel, dedicó la obra de teatro Payasos de Madera. Un pequeño homenaje a los grandes payasos del siglo XX, en el que entre otros aparece el personaje de Antonet.